# Копеечник кавказский
Копеечник кавказский (лат. Hedysarum caucasicum) — вид травянистых растений рода Копеечник (Hedysarum) семейства Бобовые (Fabaceae).

## Распространение и экология

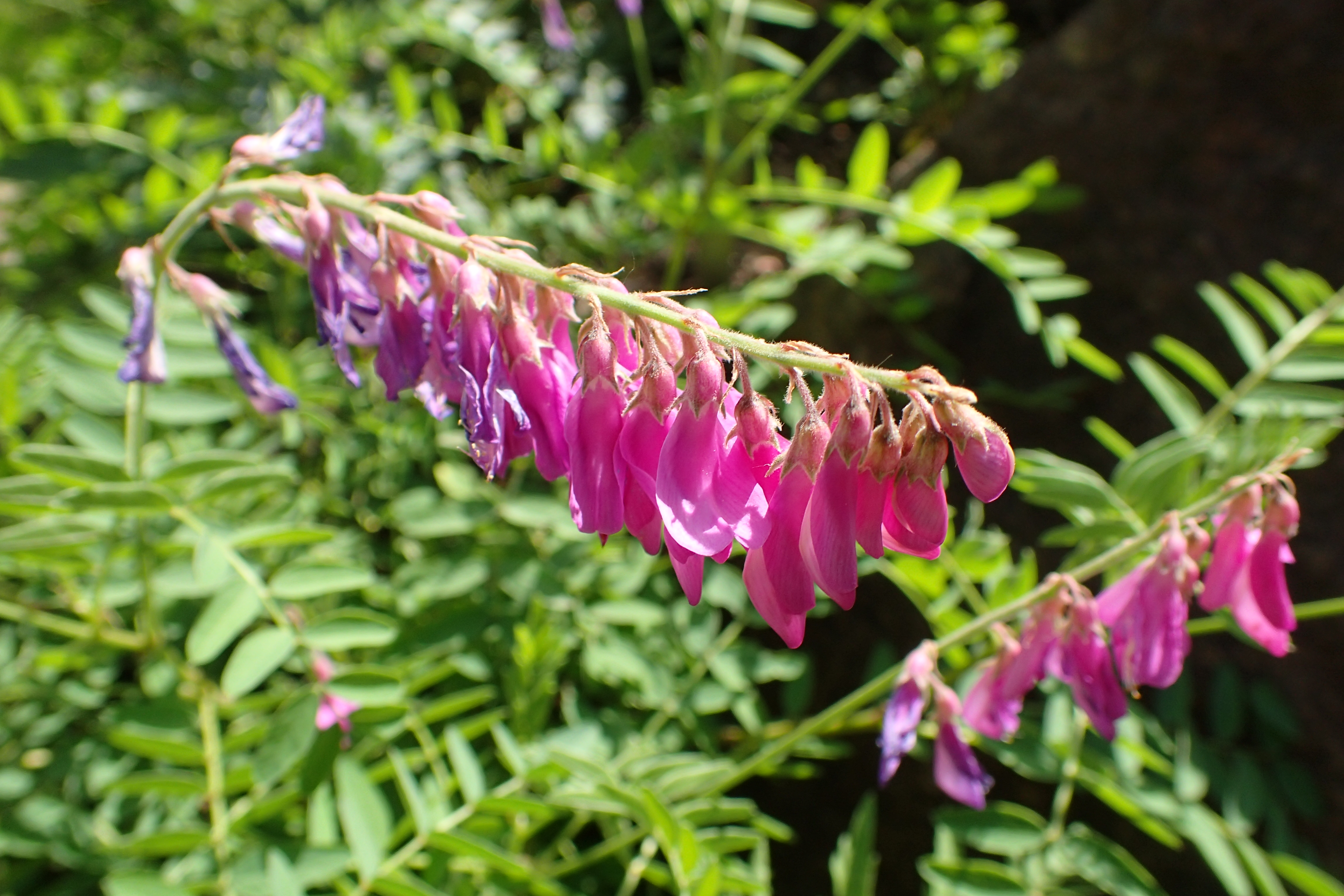
Кисть

Эндемик Кавказа. Произрастает в Предкавказье, Западном и Восточном Закавказье. Мезоксерофит. Растёт на высокогорных лугах на высоте 2000–3000 м н.у.м.

## Ботаническое описание
Многолетнее голое зелёное растение. Стебли 30—50 (60) см высотой, прямые или восходящие, высокоолиственные. Прилистники коричневые, ланцетные, заострённые. Листья с 7—10 парами листочков; листочки яйцевидно-продолговатые или продолговато-эллиптические (редко), продолговато-ланцетные, на верхушке часто со слабой выемкой и остриём, до 20 мм длиной, до 8 мм шириной.
Цветоносы длиннее листьев. Кисти довольно густые, многоцветковые. Прицветники ланцетно-линейные, коричневые. Чашечка 5—6 мм длиной, нижний зубец её почти равен трубочке, остальные короче. Венчик темнопурпурный, до 10 мм длиной, флаг на 3 мм короче лодочки; лодочка изогнута под прямым углом. Бобы с 3—5 округло-эллиптическими, пушистыми или голыми, жилковатыми члениками.
Цветёт в июне, плодоносит в июле.

## Значение и применение
Ценное кормовое растение, дающее много сена. Хорошо поедается скотом.